# 米勒圖爾嫩

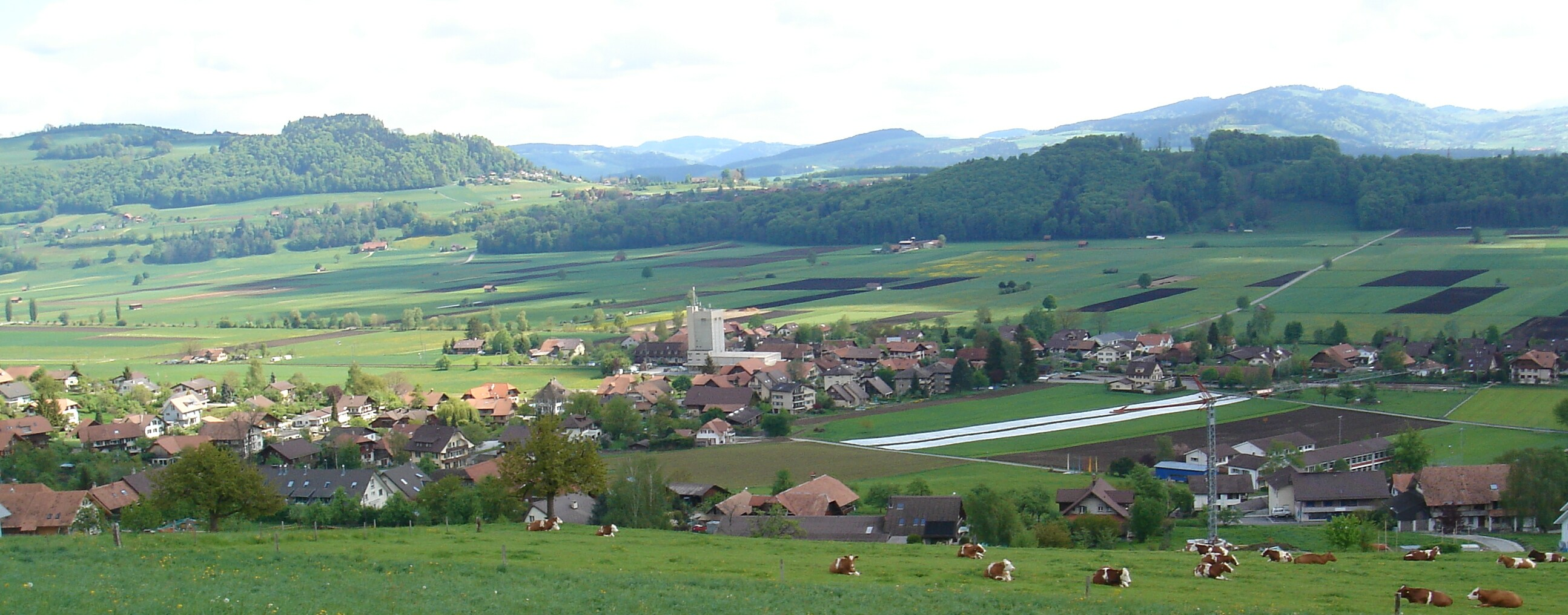

米勒圖爾嫩是瑞士的城鎮，位於該國中西部，由伯恩州負責管轄，面積2.93平方公里，七成半土地是農業用地，海拔高度573米，2011年人口1,383，人口密度每平方公里472人。